# Red Allen
Henry "Red" Allen (Algiers, Luisiana, 7 de enero de 1908 - Nueva York, 17 de abril de 1967) fue un trompetista, cantante y compositor estadounidense de jazz. Era hijo de Henry Allen (1877-1952), líder de la "New Orleans Brass Band", una de las más famosas bandas del jazz primitivo.

## Trayectoria
Aprende a tocar la trompeta, tras recibir clases de violín y, aún adolescente, ya toca en la banda de su padre, y más tarde en la "Excelsior Band" (1924). Después trabajará con los grupos de Sam Morgan y George Lewis, antes de incorporarse a la big band de Sidney Desvignes, que hacía la temporada de los riverboats. En Saint Louis es contratado por King Oliver, que lo lleva a Nueva York (1927), donde comienza a realizar sus primeras grabaciones, aunque regresa temporalmente a los riverboats con la orquesta de Fate Marable (1928-1929).
Definitivamente asentado en Nueva York en 1929, publica sus primeros discos como líder y se incorpora a la big band de Luis Russell, con quien permanece hasta 1932. Tocará después en las orquestas de Fletcher Henderson y Charlie Johnson hasta que, en 1934, consigue un gran éxito con una grabación realizada con el grupo "Mills Blue Rhythm Band" (Ride, Red, Ride). En 1937 deja este grupo y toca sucesivamente con las bandas de Duke Ellington, Eddie Condon, Benny Goodman y Louis Armstrong, con quien permanece hasta 1940 y realiza un gran número de grabaciones. Entre 1941 y 1956, actúa con su propio sexteto. Grabó un gran número de discos, con músicos como Fats Waller, Victoria Spivey, Billie Holiday, Coleman Hawkins y muchos otros. Con formaciones reducidas, actuará frecuentemente en los últimos años de la década de 1950, incluidas varias giras europea con Kid Ory, ya en los años 1960. 
Falleció de cáncer de páncreas en Nueva York, seis semanas después de su última actuación, junto con Ory, en Inglaterra.

## Estilo
Algunos autores consideran a Allen uno de los principales responsables de la evolución de la trompeta desde Louis Armstrong, quien influyó mucho en su sonido y estilo de sus primeros tiempos. Después, impulsó un cambio de énfasis desde la sonoridad hacia el fraseo, tocando con mayor fluidez, ligado al grupo y legato, frente a la usual tendencia de los trompetistas de la época a tocar staccato. El trompetista Don Ellis, en un artículo publicado en la revista "Down Beat" en 1965, lo consideró el más vanguardista de los trompetistas de Nueva York. En los años 1950, desarrolla especialmente su trabajo con el registro grave del instrumento, con gran maestría. Se considera como el eslabón esencial entre la trompeta clásica del hot y la trompeta moderna, precursor de Roy Eldridge y Harry Edison.

## Discografía (parcial)
- World on a String (originalmente publicado como "Ride, Red, Ride in Hi-Fi") (1934)
- Weary Blues, con Langston Hughes (MGM, 1959)
- The College Concert con Pee Wee Russell (Impulse!, 1966)
- Jazz Standards and Warhorses, con Coleman Hawkins, (reeditado por Jass Records, 1987)
- 1929-1933 (Chronological Classics 540, 1990)